# Acanthoscelidius perplexus
Espèce
Acanthoscelidius perplexus  est une espèce d'insectes coléoptères appartenant à la famille des Curculionidae.